# برونو داسیلوا
برونو داسیلوا (انگلیسی: Bruna da Silva؛ زادهٔ ۳ ژوئیهٔ ۱۹۸۹) یک بازیکن والیبال اهل برزیل است.